# Brian Sandoval
Brian Edward Sandoval (Redding (Californië), 5 augustus 1963) is een Amerikaans politicus van de Republikeinse Partij.
Sandoval stelde zich in 2010 kandidaat om gouverneur van de staat Nevada te worden. Bij de gouverneursverkiezing versloeg hij zijn Democratische tegenstander Rory Reid met ruime cijfers. Op 3 januari 2011 trad Sandoval aan als gouverneur en in 2014 werd hij herkozen voor een tweede termijn. In 2018 mocht hij zich na twee termijnen niet nogmaals verkiesbaar stellen. Hij werd op 1 januari 2019 opgevolgd door de Democraat Steve Sisolak.